# Burgstall Großhündlbach
Die Burgstall Großhündlbach  ist eine abgegangene hochmittelalterliche Höhenburg auf 481 m ü. NHN etwa 1200 m nordnordöstlich  von Großhündlbach bzw. 400 m nordwestlich von Grün, beides Gemeindeteile der Gemeinde Fraunberg im Landkreis Erding in Bayern.
Die Anlage wird als Bodendenkmal unter der Aktennummer D-1-7638-0036 als „verebneter Burgstall des hohen oder späten Mittelalters“ geführt. Die in etwa quadratische Anlage besitzt die Ausmaße von etwa 110 m in Nord-Süd-Richtung und 115 m in West-Ost-Richtung. Die Anlage liegt auf einem landwirtschaftlich genutzten Feld und ist völlig eingeackert.